# Бучатино
Бучатино (бел. Бучаціна) — деревня в Копыльском районе Минской области Белоруссии. Административный центр Бучатинского сельсовета.

## География
Расположена на реке Волка. Находится на расстоянии 31 км на юг от Копыля, 151 км от Минска. В 24 км расположена станция Тимковичи на линии Осиповичи-Барановичи. Транспортные связи осуществляются по шоссе Узда-Копыль-Гулевичи и далее по автодороге Гулевичи-Бучатино.

## История
Известно с XVI в. является центром сельсовета. По состоянию на 1 января 2016 года в деревне насчитывалось 184 хозяйств, постоянно проживало 425 человек, из них 60 в возрасте младше 18 лет, 271 трудоспособного возраста и 94 пенсионера.
В XVII в. село в составе крупного поместья Тимковичи, на территории Новогрудского повета и воеводства Великого княжества Литовского, собственность Радзивиллов. В 1622 г. жители Бучатино обрабатывали 40 волок пашни, упоминаются тиун, столяр и 2 стрельца. Большинство населения составляли тяглые крестьяне (32, 2/3 волоки), отрабатывавшие барщину, частично платившие чинш. В 1670 г. упоминаются 36 волок земли, 47 «дымов». В конце XVII в. 40 волок земли, 60 дымов, 130 душ мужского пола. Часть крестьян занимались бортничеством (59 колод). Годовой доход составлял 1229 злотых, 23 гроша. С 1791 г. село в Случерецком повете.
После второго раздела Речи Посполитой (1793) в составе Российской империи, в Слуцком уезде Минской губернии. В 1800 г. 140 дворов, 786 жителей, деревянная церковь Рождества Богородицы, корчма, мельница; фольварк Варшавка с деревянной усадьбой, собственность князя Радзивилла. В 1870 г. 114 дворов, 908 жителей. В 1874 г. построена деревянная Петропавловская церковь. В 1885 г. открыта школа грамоты. В 1886 г. село Бучатин в Вызнянской волости Слуцкого уезда, 94 двора, 884 жителя. В 1897 г. 232 двора, 1451 житель, хлебозапасный магазин, питейный дом, 2 школы грамоты.
В нач. XX в. 273 двора, 1589 жителя. У 1917 г. 281 двор, 1604 жителя, земская школа (с 1907). В феврале-декабре 1918 г. село оккупировано герм. войсками. В декабре 1918 г. поместья национализированы, в 1919-20 гг. разграблены польскими интервентами. В 1921 г. открыта школа 1-й ступени. С 20 августа 1924 г. центр сельсовета в Краснослободском районе Слуцкого округа, 227 дворов, 1360 жителей. В 1924/25 учебном году в школе (размещавшейся в бывшем церковном доме) 2 учителя, 134 ученика. В начале 1930-х гг. создан колхоз имени Войкова, куда вошли ещё посёлки Интернационал, Варшавка, Домениково.
Во время Великой Отечественной войны с 27 июня 1941 г. по 1 июля 1944 г. деревня оккупирована немецко-фашистскими захватчиками, частично сожжена. На фронтах и в партизанской борьбе погибли 84 жителя. С 20 сентября 1944 г. в Краснослободском, с 8 августа 1959 г. в Копыльском районах Минской области.
В 1960 г. в деревне 1155, в сельсовете — 2356 жителей. В 1970 г. 297 дворов, 921 житель. В 1997 г. деревня, 269 дворов, 668 жителей, центр колхоза имени Войкова, лесничество, средняя школа, библиотека, Дом культуры, фельдшерско-акушерский пункт, отделение связи, ветпункт, комплексный приемный пункт, 2 магазина. В 2007 г. 221 хозяйство, 534 жителя, в составе СВК «Тимирязевский». Работают (2010) Орликовское лесничество, детский сад, средняя школа, библиотека (при ней краеведческий кружок). Дом культуры (и при нём 5 клубных формирований), спортивный зал и площадка, фельдшерско-акушерский пункт, автоматическая телефонная станция, комплексный приёмный пункт бытового обслуживания населения, отделение связи.

## Достопримечательность
- Братская могила советских воинов, которые погибли в 1944 г., могила советского воина